# Molinara
Molinara é uma comuna italiana da região da Campania, província de Benevento, com cerca de 1.946 habitantes. Estende-se por uma área de 24 km², tendo uma densidade populacional de 81 hab/km². Faz fronteira com Foiano di Val Fortore, San Giorgio La Molara, San Marco dei Cavoti.

## Demografia
| Variação demográfica do município entre 1861 e 2011                               |
|                                                                                   |
| Fonte: Istituto Nazionale di Statistica (ISTAT) - Elaboração gráfica da Wikipedia |